# Loko (grupa etniczna)
Loko (Lokko) – jedna z rdzennych grup etnicznych w Sierra Leone, posługująca się językiem loko. Populację Loko szacuje się na 179 tysięcy.
Podobnie jak większość plemion w Afryce Zachodniej, Loko to przede wszystkim rolnicy. Zamieszkują tradycyjnie w wioskach u podnóża wzgórz Futa Dżalon.